# (120640) 1996 PN
1996 بي أن (ويعرف أيضًا باسم (120640) 1996 بي أن وفق تسمية الكوكب الصغير) (بالإنجليزية: 1996 PN)‏ هو كويكب ضمن حزام الكويكبات؛ وترتيبه 120640 من حيث الاكتشاف.
اكتُشف هذا الجُرم الفلكي بواسطة روبرت إتش ماكنوت في 9 أغسطس 1996.

## وصلات خارجية
- (120640) 1996 PN في قاعدة بيانات مختبر الدفع النفاث لأجرام النظام الشمسي الصغيرة

- الاكتشاف · مخطط المدار ·  العناصر المدارية · المعلمات المادية

- (120640) 1996 PN على موقع ويكي سكاي: DSS2, SDSS, GALEX, IRAS, Hydrogen α, X-Ray, Astrophoto, Sky Map, Articles and images